# Amerikabomber

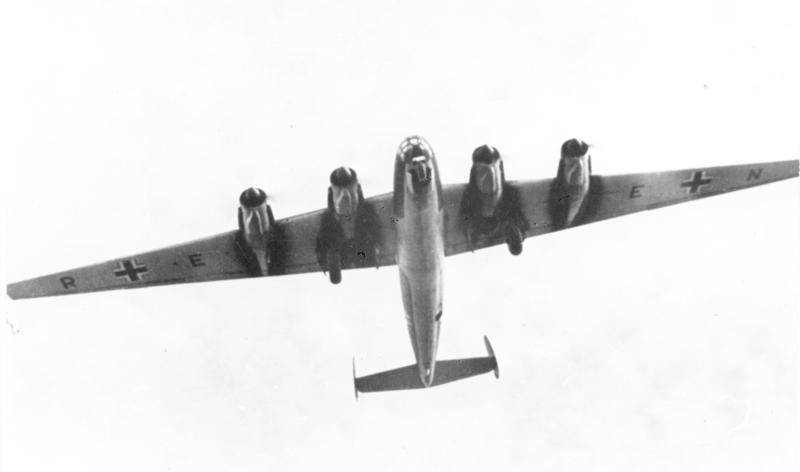
Schwerer Bomber Messerschmitt Me 264 V1

Das Amerikabomber-Projekt war eine Initiative des Reichsluftfahrtministeriums (RLM) zur Entwicklung eines Langstreckenbombers für die Luftwaffe, der in der Lage sein sollte, die USA von Europa aus anzugreifen.

## Konventionelle Projekte
Das Reichsluftfahrtministerium arbeitete an den Plänen ab etwa 1937. Vorausgegangen waren dem Amerikabomber Studienentwürfe und Prototypen mit der internen Bezeichnung Uralbomber. Entwurfsanträge wurden bei den großen deutschen Flugzeugherstellern schon ab 1937, lange vor Beginn des Zweiten Weltkriegs gestellt – und weit bevor die USA in den Krieg eintraten. Die vielversprechendsten Kandidaten basierten auf konventionellen Konstruktionsprinzipien und wären in Aussehen, Aufbau und Leistungsfähigkeit den schweren alliierten Bombern dieser Zeit sehr ähnlich gewesen:
- Heinkel He 277 (basierend auf He 177)
- Messerschmitt Me 264 (ein komplett neuer Entwurf)
- Focke-Wulf Fw 300 (basierend auf der Fw 200)
- Focke-Wulf Ta 400 (ein komplett neuer Entwurf)
- Junkers Ju 390 (basierend auf der Ju 290)

Prototypen der Me 264 wurden gebaut, aber es war die Ju 390, die für die Produktion ausgewählt wurde. Lediglich zwei Prototypen wurden vollendet, bevor das Programm eingestellt wurde.
Die Strategie sah vor, die schweren Bomber von den Azoren starten zu lassen. Von dort sind es etwa 4000 km bis nach New York City. Das deutsche Reich versuchte eine Basis auf den Azoren vom neutralen Portugal zu pachten. Letztendlich einigte sich der portugiesische Staatsführer António de Oliveira Salazar 1944 mit den Briten.

## Huckepack-Projekt
Als Alternative wurde ein unkonventionelles Projekt geplant. Dieses sah vor, die Dornier Do 217, ausgerüstet mit einem Lorin-Staustrahltriebwerk, mit einem He-177-Bomber so weit über den Atlantik zu „schleppen“, bis die Do 217 die Ostküste der USA aus eigener Kraft hätte erreichen können (Parasite-Fighter-Konzept). Dann sollten sich die Do 217 ausklinken und die He 177 zu der Ausgangsbasis zurückkehren. Dank des Staustrahltriebwerks hätte die Do 217 mit ihrer hohen Geschwindigkeit allen damaligen Abfangjägern der USA entgehen können. Allerdings hätte sie nach dem Einsatz im Atlantik notwassern und die Besatzung von einem deutschen U-Boot gerettet werden müssen. Letztendlich wurde das Projekt aufgegeben.

## Weitere Projekte
Die anderen Kandidaten waren viel exotischere düsen- und raketengetriebene Modelle. Der bekannteste darunter ist wahrscheinlich Eugen Sängers „Silbervogel“, ein suborbitaler Gleiter. Die Arbeiten daran wurden 1941 abgebrochen, da die notwendigen Ressourcen in andere Projekte flossen.
Etwas konventioneller war die Horten H XVIII, ein Nurflügelflugzeug, das von sechs Turbojets angetrieben werden und auf den Erfahrungen mit der H IX aufbauen sollte. Die Firma Arado schlug ebenfalls einen Nurflügel mit sechs Düsentriebwerken vor, die Arado E.555. Beide Entwürfe kamen über das Planungsstadium nicht hinaus.